# 布林 (加利奇區)
49°2′58″N 24°34′9″E / 49.04944°N 24.56917°E
布林（烏克蘭語：Бринь），是烏克蘭西部的村莊，隸屬伊萬諾-弗蘭科夫斯克州的伊萬諾-弗蘭科夫斯克區。該村始建於1555年，面積834.1平方公里，2014年人口704，人口密度每平方公里0.84人。